# Весела Табакова
Весела Табакова е български медиен експерт, журналистка и университетска преподавателка.

## Биография
Весела Табакова е родена на 4 март 1943 г. в София. Завършва журналистика в Софийския държавен университет през 1965 г. Между 1964 и 1971 г. работи като репортерка, литературна сътрудничка и редакторка в младежки издания. Придобива степен кандидат на философските науки (днес – доктор) през 1975 г.
В следващите години Весела Табакова работи като научен сътрудник в Института за съвременни социални теории (1982-1992) към БАН. За кратко се връща към активната журналистика като завеждащ направление „Политика“ във вестник „Стандарт“. По същото време започва преподавателската ѝ дейност във Факултета по журналистика и масови комуникации на Софийския университет „Св. Климент Охридски“. През 1993 г. е избрана за доцент. Два мандата е заместник-декан на факултета (1993-2000), и председател на Общото събрание от 2003 до 2007 г.
Работи в областта на медийното отразяване на политиката и на етичните стандарти в журналистиката. Води курсове по журналистическа деонтология, политология, въведение в политическата теория, медии и политика, медии и демокрация, политическа комуникация. Преподава и на студенти от специалност „Европеистика“ в Софийския университет „Св. Климент Охридски“ по дисциплината Европейски медийни системи. Гост-преподавател в Ръскин Колидж, Оксфорд (1995). Стипендиант по Програмата на САЩ за научни изследвания и академичен обмен Фулбрайт (2000-2001). Специализирала е в университети в Лил, Дъблин, Стокхолм и др.
Весела Табакова активно се ангажира с утвърждаването на неправителствения сектор с цели в областта на медиите и журналистиката. Основател и председател на Центъра за независима журналистика. Член на Управителния съвет на Българската медийна коалиция и активен участник в дейността му. Член на Комисията за етика в електронните медии от квотата на независимите експерти. Ръководи множество проекти в областта на професионалните журналистически стандарти, достъп до медиите, образът на бежанците в българските медии, езика на медиите. Участва в работата на експертната група Медиите в паневропейска перспектива на Съвета на Европа.
Авторка на монографии, на над 60 студии и статии.